# Avicularia urticans
Avicularia urticans là một loài nhện trong họ Theraphosidae. Chúng là loài đặc hữu của Peru